# Tour Turkménistan
La tour Turkménistan est une tour de communication et d'observation située à Achgabat au Turkménistan. Elle a été achevée en 2011. La hauteur de la tour qui est de 211 mètres, est la structure architecturale la plus élevée du pays.

## Histoire
La construction a commencé en 2008 par la société turque Polimeks. C'est le 17 octobre 2011 avec la participation du président du Turkménistan Gurbanguly Berdimuhamedov que s'est tenue la cérémonie d'inauguration.

## Fonction
La fonction principale de la tour est le service de télévision et de radiocommunication par antennes, mais à part ça elle est aussi un centre touristique. Elle couvre un signal d'antenne de rayon de cent kilomètres. Pour le moment, la tour transmet la télévision analogique, la télévision numérique et la radio. Ses clients sont les stations suivantes : Altyn Asyr, Yashlyk, Miras, Turkménistan, Turkménistan owazy, Achgabat, Turkménistan Sport.
D'une hauteur de 145 mètres (29 étages), la tour possède un restaurant tournant dont la décoration mêle des éléments issus du décor national traditionnel et des tendances issues de styles architecturaux modernes. Il est possible d'observer le paysage naturel et la ville d'Achgabat depuis le restaurant, tandis que la plate-forme rotative sur laquelle se trouve le restaurant offre une vue panoramique. La salle VIP se trouve à une hauteur de 140 mètres (28e étage).
La tour compte deux plateformes d'observation accessibles aux visiteurs : la principale et l'observatoire spécial, les deux offrent une vue à 360 degrés. L'observatoire principal est situé à une altitude de 150 mètres (trentième étage) : il permet d'observer Achgabat ainsi que les contreforts des montagnes du Kopet-Dag.
Motif habituel dans l'art islamique, l'octogone décoratif Star de Oguzkhan est reconnu comme le plus grand motif architectural du monde représentant une étoile et est entré à ce titre dans le Livre Guinness des records. Tour de télévision est visible de presque partout dans Achgabat et ses banlieues.